# Tower Heist
Tower Heist (bra: Roubo nas Alturas; prt: Alta Golpada) é um filme estadunidense, dos gêneros comédia de ação, aventura e assalto, dirigido por Brett Ratner e baseado num
roteiro de Bill Collage, Adam Cooper e Ted Griffin. O filme segue a história de Josh Kovaks (Ben Stiller), Charlie Gibbs (Casey Affleck) e Enrique Dev'reaux (Michael Peña), funcionários de um prédio de apartamentos exclusivo que perdem suas aposentadorias no esquema Ponzi do empresário de Wall Street Arthur Shaw (Alan Alda). O grupo recorre à ajuda do criminoso Slide (Eddie Murphy), do empresário falido Sr. Fitzhugh (Matthew Broderick) e de outra funcionário do prédio, Odessa (Gabourey Sidibe), para invadir o apartamento de Shaw e roubar seu dinheiro, evitando Claire Denham (Téa Leoni), a agente do FBI encarregada do caso.
A história de Tower Heist começou a ser desenvolvida já em 2005, com base em uma ideia de Murphy, que estrelaria  si mesmo e a um elenco todo negro de comediantes como um grupo de assaltantes que roubavam o Trump International Hotel and Tower. À medida que o roteiro se desenvolvia e se transformava em uma cópia de Ocean's Eleven, Murphy deixou o projeto. Ratner continuou a desenvolver a ideia no que acabaria se tornando Tower Heist, com Murphy mais tarde voltando à produção. As filmagens ocorreram inteiramente na cidade de Nova York com um orçamento de US$ 75 milhões (após descontos de impostos), com vários prédios fornecidos por Donald Trump para representar a torre de mesmo nome. A trilha sonora do filme foi composta por Christophe Beck e lançado comercialmente em 1º de novembro de 2011.
O filme recebeu críticas mistas com muitos elogios ao elenco, incluindo a Broderick, Leoni e Stiller. No entanto, Murphy foi apontado repetidamente pelos críticos como a estrela do filme, com os críticos sentindo que ele exibiu um bom retorno ao estilo cômico do início da carreira. Muitas das críticas recebidas pelo filme foram focadas no enredo, que era considerado "estereotipado", "apressado", "monótono" e "trabalhoso". O filme foi lançado em 4 de novembro de 2011 e faturou US$ 152 milhões em todo o mundo.
Antes do lançamento, o filme estava envolvido em uma polêmica sobre os planos da Universal Pictures de lançá-lo para exibição em vídeo sob demanda para 500.000 clientes da Comcast, apenas três semanas após sua estreia no cinema. A preocupação com a prejudicial venda de ingressos da implementação e a inspiração de outros filmes a seguir o exemplo resultaram na recusa de
várias redes de cinema de exibir o filme, se o plano fosse adiante, forçando a Universal a abandonar a ideia.

## Elenco
- Ben Stiller como Josh Kovacs

O gerente da torre e mentor do plano de roubo contra Shaw. Stiller recebeu US$ 15 milhões pelo papel
- Eddie Murphy como Darnell "Slide" Davis

Um ladrão de pequenos furtos mesquinho e amigo de infância de Josh, a quem este pede ajuda. Murphy se juntou ao elenco em 13 de outubro de 2010 e tornou-se produtor do filme.  Ele recebeu US$ 7,5 milhões por seu trabalho.
- Casey Affleck como Charlie Gibbs.

O concierge da torre e o cunhado de Josh. Affleck queria participar do filme, pois estava interessado em interpretar um papel de comédia, dizendo que "parecia um filme divertido de fazer. Eu queria fazer uma comédia e achei que era uma oportunidade de tentar ser engraçado". Grazer achava que Affleck seria perfeito para o papel por causa de seu tempo de espera.
- Alan Alda como Arthur Shaw

Um bilionário de Wall Street colocado em prisão domiciliar por roubar US$ 2 bilhões. Sobre seu personagem, Alda disse: "Às vezes, Shaw é descrito como um personagem ao estilo de Bernie Madoff. Acho que ninguém nunca operou na escala que Madoff fez. E não sei se o que Shaw fez tecnicamente se qualifica como um esquema de Ponzi. Shaw estava disposto a roubar dinheiro de pessoas que realmente precisavam - que não podiam se dar ao luxo de perdê-lo - e estava disposto a levar tudo o que eles tinham sim, ele está no território de Bernie, com os dois pés". Ratner inicialmente abordou Robert Redford para interpretar o papel, sendo fã de seu trabalho no filme The Hot Rock, mas o próprio recusou.
- Matthew Broderick como Chase Fitzhugh

Um ex-investidor falido de Wall Street e um morador da Torre prestes a ser despejado. Broderick se juntou ao elenco em 26 de outubro de 2010.
- Téa Leoni como Claire Denham

Uma agente especial do FBI designada para o caso de Shaw. Leoni se juntou ao elenco em 21 de outubro de 2010. Leoni trabalhou com a assessora técnica do FBI Anne C. Beagan para se preparar para seu papel. Sobre sua personagem e seu trabalho com Beagan, ela disse disse: "A agente Denham é uma agente do FBI de alto nível. Ela é certamente uma mulher muito durona, e não é minha primeira personagem com esse tipo de personalidade. No entanto, eu fui capaz para passar um tempo com Anne, uma ótima consultora técnica que tivemos no set. Ela tem esse olhar de aço que é aterrorizante, mas o que há por trás disso é uma mulher muito interessante. Além dos aspectos técnicos do trabalho, ela forneceu muito mais para mim usar".
- Michael Peña como Enrique Dev'reaux

O operador do elevador e o mais novo funcionário da equipe do edifício. Peña se juntou ao elenco em 19 de outubro de 2010.
- Gabourey Sidibe como Odessa Montero

Uma criada jamaicana ameaçada de deportação após o roubo de Shaw. Para apresentar o sotaque jamaicano de sua personagem, Sidibe contou com três treinadores de dialetos para ajudá-la a se preparar junto com um amigo de origem jamaicana. Além disso, Sidibe trabalhou com um cofre verdadeiro para retratar com precisão arrombamentos.
Judd Hirsch interpreta o Sr. Simon, Gerente Geral da Torre, e Stephen Henderson interpreta Lester, o porteiro aposentado da Torre. Henderson foi escalado depois que os cineastas viram sua performance em August Wilson 's Fences na Broadway. O elenco é completado por Nina Arianda como a Senhorita  Iovenko, advogada em formação, Juan Carlos Hernandez como Manuel, chefe de segurança da Torre, Harry O'Reilly como agente do FBI Dansk, Marcia Jean Kurtz como Rose, Peter Van Wagner como o advogado Marty Klein, James Colby como agente especial Huggins e Željko Ivanek como diretor do FBI Mazin. Jessica Szohr interpreta Sasha Kovaks-Gibbs, esposa grávida de Charlie, que também é irmã de Josh. Tower Heist também conta com as participações especiais de Heavy D como um guarda de tribunal; Kate Upton como a amante de um morador da Torre; e Robert Downey, Sr. como o juiz Ramos.

## Produção
A história de Tower Heist começou a ser desenvolvida em 2005, quando Murphy falou com produtor Brian Grazer e Brett Ratner, sobre um elenco de comediantes como Chris Tucker, Kevin Hart, Dave Chappelle, Tracy Morgan e Martin Lawrence vivendo um grupo de funcionários descontentes que planejam roubar Donald Trump e a Trump International Hotel and Tower. O filme foi originalmente chamado de Trump Heist. Um roteiro foi desenvolvido por Adam Cooper e Bill Collage e, ao longo dos cinco anos seguintes, foi reescrito por vários roteiristas, incluindo Russell Gewirtz, Rawson Marshall Thurber, Ted Griffin, Leslie Dixon, Noah Baumbach e Jeff Nathanson.
Os roteiristas descartaram a ideia do grupo de comediantes e começaram a se concentrar em dois personagens centrais, momento em que Murphy abandonou o projeto. Para Ratner, no entanto, o roteiro modificado lembrou o remake de Ocean's Eleven, um projeto que ele havia desenvolvido, mas para o qual não estava disponível devido ao seu compromisso de dirigir Rush Hour 2.
O projeto permaneceu em desenvolvimento por vários anos, mas Ratner permaneceu comprometido com o projeto, tendo desfrutado os filmes heist da década de 70, incluindo The Taking of Pelham One Two Three, The Hot Rock, e The Anderson Tapes, recusar o oportunidade de dirigir outros filmes, como Horrible Bosses, do qual ele foi o produtor. Ratner também alegaria que queria trabalhar com Murphy, a quem Ratner creditou parcialmente como inspiração para a franquia Rush Hour. Quando o script começou a ser finalizado, Murphy foi atraído de volta ao projeto (que fora muito alterado) depois de ser informado da participação de Stiller, com o papel de Slide sendo oferecido a Murphy. Ele voltou como membro do elenco e produtor, ao lado de Grazer e Kim Roth. No final de outubro de 2010, o filme foi finalmente agendado para ser lançado, com data de lançamento em 4 de novembro de 2011.

### Filmagens
As filmagens começaram em novembro de 2010, ocorrendo inteiramente na cidade de Nova York, com um orçamento de US$ 85 milhões (US$ 75 milhões após o descontos nos impostos). A designer de produção Kristi Zea visitou vários hotéis de luxo e residências altas para pesquisar os elementos de design a serem incorporados ao ambiente opulento da Torre e à cobertura de Shaw. Zea criou uma amálgama dos elementos que viu durante sua pesquisa para criar um sofisticado design de lobby para a torre. Para a cobertura de Shaw, Zea inspirou-se em um apartamento no último andar do Trump International Hotel e Tower no Central Park West em Columbus Circle. Zea povoou o apartamento com uma variedade de obras de arte para representar o status de Shaw, com base em artistas e trabalhos específicos que Ratner sugeriu. Zea decidiu usar desenhos de reprodução clássicos modernos de artistas como Pablo Picasso, Francis Bacon, Cy Twombly e Andy Warhol. Explicando sua decisão, Zea disse: "Hoje em dia, parece que as pessoas ricas querem ter poder de parede. Eles querem ter arte em suas paredes que significa algo e mostra às pessoas, como um carro, que diz 'eu sou rico, Sou inteligente e sei o que estou fazendo'".
Donald Trump permitiu que a produção usasse várias de suas próprias propriedades para retratar os locais luxuosos, com o Trump International Hotel and Tower sendo usado para fotos externas da Torre. Seções do edifício foram recriadas em telas verdes fechadas para alguns dos efeitos visuais do filme. Uma sequência de perseguição a pé e de carro foi filmada no Central Park West e na Columbus Avenue. Algumas filmagens de veículos ocorreram em palcos de som no Brooklyn. O roubo em si ocorre durante o desfile do Dia de Ação de Graças da Macy's, exigindo que a equipe filmasse partes do desfile real e recrie o evento uma semana depois para mais filmagens.
Para a Ferrari de Shaw, foi decidido que a compra de um modelo real - dos quais apenas 350 existem e custariam pelo menos US$ 1 milhão - seria muito caro e o veículo não seria adequado para fins de filmagem. Em vez disso, duas réplicas foram encomendadas, um processo que levou três meses sob a supervisão do mestre Peter Gelfman. As réplicas receberam reforço adicional para fins de filmagem de Steve Kirshoff e da equipe de efeitos especiais. Depois de executar os testes da câmera em várias cores autênticas da Ferrari, decidiu-se pintar as réplicas em vermelho brilhante, a fim de criar uma impressão duradoura, em vez de usar a verdadeira cor marrom metálica do veículo de McQueen.
Sidibe e Murphy realizaram a única cena improvisada, na qual estão arrombando um cofre juntos. As sessões de teste não resultaram em cenas cortadas do filme, com Ratner alegando que a versão teatral é o seu "corte do diretor". No entanto, ele removeu cenas que achava "não se encaixavam" ou não correspondiam à classificação PG-13 que os cineastas estavam mirando.
Na pós-produção, a Universal decidiu filmar uma nova cena para o final que apresentaria uma reunião entre os personagens de Stiller e Murphy. Murphy, no entanto, recusou-se a retornar, a menos que recebesse mais US$ 500.000, além do salário de US$ 7,5 milhões. O estúdio se recusou a pagar o dinheiro adicional e a cena não foi filmada.

## Música
A trilha sonora do filme foi composta por Christophe Beck, o mesmo do filme The Hangover. . A trilha sonora instrumental de Tower Heist foi lançada em 1 de novembro de 2011 por Varèse Sarabande. É composta por 22 faixas com duração de 40 minutos.
| Tower Heist Original Motion Picture Soundtrack |                            |                 |         |  |
| N.º                                            | Título                     | Artista         | Duração |  |
| 1.                                             | "Theme From Tower Heist"   | Christophe Beck | 3:30    |  |
| 2.                                             | "Code Black"               | Christophe Beck | 2:52    |  |
| 3.                                             | "Shawnfrontation"          | Christophe Beck | 2:07    |  |
| 4.                                             | "The Germ"                 | Christophe Beck | 1:55    |  |
| 5.                                             | "Lester's Loss"            | Christophe Beck | 0:58    |  |
| 6.                                             | "My Little Bitch"          | Christophe Beck | 1:28    |  |
| 7.                                             | "Macy's Day"               | Christophe Beck | 2:45    |  |
| 8.                                             | "The Marshall Swindle"     | Christophe Beck | 1:09    |  |
| 9.                                             | "Right at Rikers"          | Christophe Beck | 0:44    |  |
| 10.                                            | "Fifty Dollar Thrift Lift" | Christophe Beck | 1:55    |  |
| 11.                                            | "The Charlie Deception"    | Christophe Beck | 0:55    |  |
| 12.                                            | "We Go On Snoopy"          | Christophe Beck | 3:00    |  |
| 13.                                            | "Courthouse Con"           | Christophe Beck | 1:50    |  |
| 14.                                            | "Grand Theft Auto"         | Christophe Beck | 3:22    |  |
| 15.                                            | "Gonna Call Ralph"         | Christophe Beck | 1:06    |  |
| 16.                                            | "Strong Box Situation"     | Christophe Beck | 0:58    |  |
| 17.                                            | "Shaft Fail"               | Christophe Beck | 0:48    |  |
| 18.                                            | "Odessa's Cake"            | Christophe Beck | 1:39    |  |
| 19.                                            | "Arrested"                 | Christophe Beck | 0:53    |  |
| 20.                                            | "Shawstafari"              | Christophe Beck | 2:42    |  |
| 21.                                            | "Gold Rush"                | Christophe Beck | 2:09    |  |
| 22.                                            | "End Titles"               | Christophe Beck | 1:29    |  |
| Duração total:                                 | Duração total:             | Duração total:  | 40:00   |  |

## Prêmios e indicações
| Ano  | Prêmio            | Categoria             | Nomeação     | Resultado |
| ---- | ----------------- | --------------------- | ------------ | --------- |
| 2012 | NAACP Image Award | Melhor Filme          | Tower Heist  | Indicado  |
| 2012 | NAACP Image Award | Melhor Ator no Cinema | Eddie Murphy | Indicado  |

## Recepção

### Bilheteria
Tower Heist faturou US$ 78.046.570 (51,0%) nos Estados Unidos e Canadá e outros US$ 74.884.053 (49,0%) em outros lugares, por uma bilheteria global de US$ 152.930.623

### Crítica

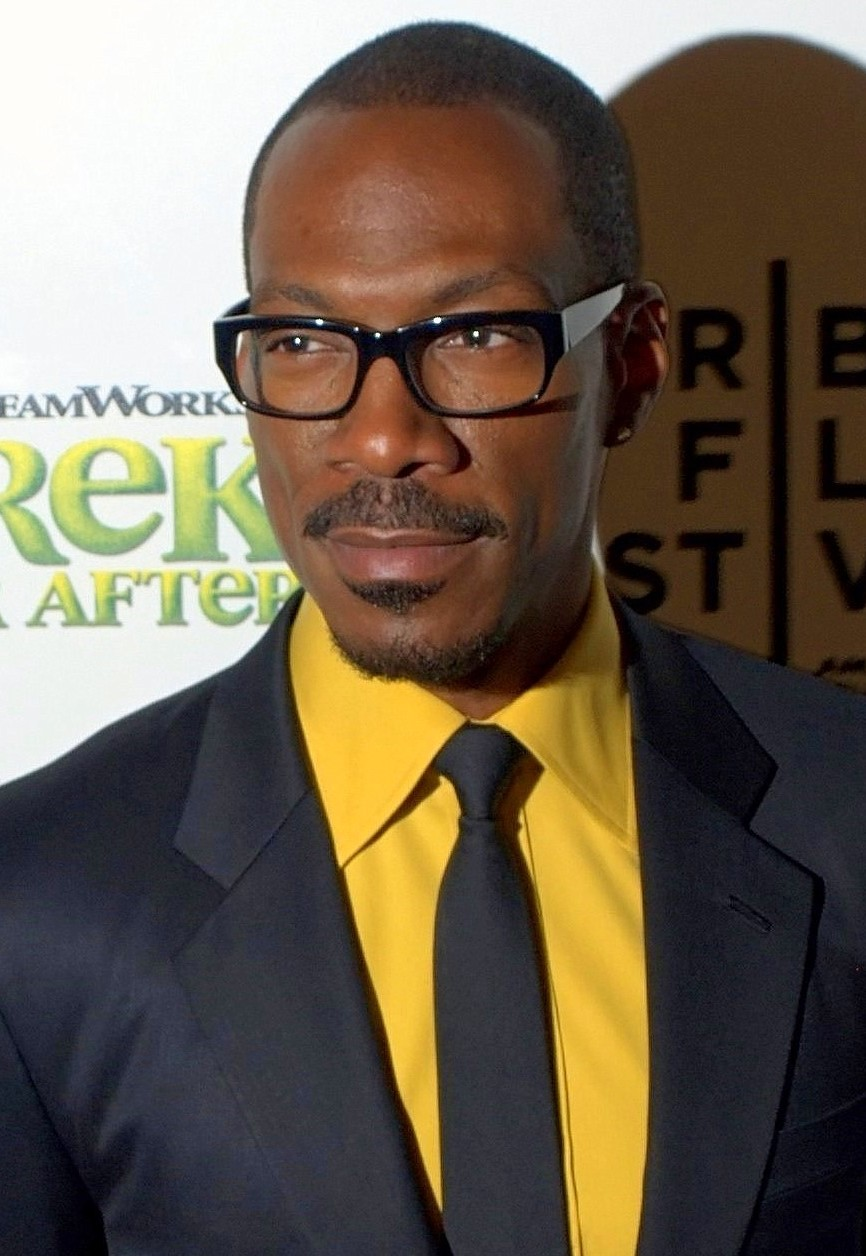
Eddie Murphy
recebeu elogios de vários críticos que acharam que seu desempenho era um retorno ao seu estilo popular da década de 80, após uma série de fracassos críticos.

O Metacritic, que usa uma média ponderada, atribuiu ao filme uma pontuação de 59 em 100, baseado em 39 críticos, indicando críticas "mistas ou médias". No site agregador de críticas Rotten Tomatoes, 67% das 195 avaliações dos críticos são positivas. O consenso crítico do site disse: "Tower Heist é uma verdadeira articulação de Brett Ratner: pequenos cérebros para essa alcaparra, mas é divertido, emocionante de assistir e mostra um retorno bem-vindo ao Eddie Murphy".

### Home media
Tower Heist foi lançado em DVD e Blu-ray nos EUA em 21 de fevereiro de 2012. As versões em DVD e Blu-ray contêm duas terminações alternativas ao filme, cenas deletadas e alternativas, um monte de erros cometidos durante as filmagens, comentários de Ratner, Griffin, Nathanson e do editor Mark Helfrich, além de um making of dos bastidores que detalha o processo de desenvolvimento do filme. A edição em Blu-ray contém adicionalmente storyboards de filmes, três vídeos sobre o processo de filmagem liderados por Ratner e as faixas musicais do filme.